# Graven
Graven es el título del tercer demo de la banda danesa de black metal y funeral doom, Nortt. Este trabajo musical fue lanzado en 1999 con un total de 250 copias. En 2004 sería relanzado en formato CD bajo el sello discográfico Total Holocaust Records.

## Canciones
1. Graven (introducción) - 01:43
2. Gravfred - 09:52
3. Sørgesalmen - 09:48
4. Sidste vers - 11:33
5. De dødes kor - 07:14
6. Graven (finalización) - 01:52